# 岐國大長公主
岐國大長公主（？—938年4月29日），是中国五代十国后晋开国皇帝高祖石敬瑭第十二妹。
天福二年五月十九（937年6月29日），石敬瑭封妹妹为永寿长公主，三年三月廿七甲戌（938年4月29日），永寿长公主去世。七年九月十二（942年10月24日），石重贵即位，追封姑姑岐國大長公主。《旧五代史》称永寿长公主嫁给史氏，或与鲁国大长公主相混淆。